# Rotrudosoma parvellum
Rotrudosoma parvellum är en fjärilsart som beskrevs av Ulrich Roesler 1964. Rotrudosoma parvellum ingår i släktet Rotrudosoma och familjen mott. Inga underarter finns listade i Catalogue of Life.